# Radošovice, Strakonice
Radošovice là một làng thuộc huyện Strakonice, vùng Jihočeský, Cộng hòa Séc.